# Darren Barnet
Darren Charles Barnet (* 27. April 1991 in Los Angeles) ist ein US-amerikanischer Filmschauspieler, der für die Rolle von Paxton Hall-Yoshida in der Netflixserie Noch nie in meinem Leben … bekannt ist.

## Leben und Wirken
Barnet wurde als Sohn einer japanischstämmigen Mutter geboren, sein Großvater ist der Jazz-Saxophonist Charlie Barnet. Barnet wuchs in Florida auf und besuchte die Dr. Phillips High School in Orlando. Im Anschluss studierte er am Berry College in Georgia, dort moderierte er die Campusnachrichten. 2013 beendete er sein Studium, kehrte nach Los Angeles zurück und spielte Rollen in verschiedenen Kurzfilmen. Sein Fernsehdebüt feierte er 2017 in der US-Serie This Is Us – Das ist Leben in einer Episodenrolle. In Turnt, einer Webserie produziert für Facebook Watch, war er 17 Folgen in einer wiederkehrenden Rolle zu sehen. Seit 2020 spielt er in der Netflixserie Noch nie in meinem Leben … die Hauptrolle Paxton Hall-Yoshida.
Barnet spricht fließend Englisch, Französisch und Japanisch.

## Filmografie
- 2011: Storage (Kurzfilm)
- 2015: The Junkie (Kurzfilm)
- 2015: Safe and Sound (Kurzfilm)
- 2016: The Last Goodbye (Kurzfilm)
- 2016: The C Trifecta (Kurzfilm)
- 2016: Home Coming Out (Kurzfilm)
- 2017: This Is Us – Das ist Leben (This Is Us, Fernsehserie, Folge 1x11 Herzensangelegenheiten)
- 2017: Criminal Minds (Fernsehserie, Folge 12x20 Zeit zu gehen)
- 2017: S.W.A.T. (Fernsehserie, Folge 1x05 Gedemütigt)
- 2017: Simi Valley (Fernsehserie)
- 2017: Mr. Machine (Kurzfilm)
- 2018: Turnt (Fernsehserie, 17 Folgen)
- 2018: Instakiller
- 2018: Glass (Kurzfilm)
- 2019: Familienanhang (Family Reunion, Fernsehserie, Folge 1x07 Der erste Schultag)
- 2020: Marvel’s Agents of S.H.I.E.L.D. (Agents of S.H.I.E.L.D., Fernsehserie, 2 Folgen)
- 2020: American Pie Presents: Girls’ Rules
- 2020–2023: Noch nie in meinem Leben … (Never Have I Ever, Fernsehserie)
- 2021: My True Fairytale
- 2021: Untitled Horror Movie (Untitled Horror Movie (UHM))
- 2021: Gipfel der Götter (Le sommet des dieux, Stimme)
- 2021: Love Hard
- 2023: Gran Turismo
- 2023: Wo die Lüge hinfällt (Anyone but You)
- seit 2023: Blue Eye Samurai (Animationsserie)
- 2024: Road House
- seit 2024: Jurassic World: Die Chaostheorie (Animationsserie)
- 2024: Chicago Med (Fernsehserie)